# Giulianova
Giulianova es un municipio de 23 581 habitantes situado en el territorio de la provincia de Teramo, en Abruzzo (Italia). Ciudad histórica, destaca por su vocación comercial y turística.

## Historia

### Época romana
Si bien la presencia humana en el territorio de Giulianova está documentada desde el neolítico, el origen de la ciudad podemos encontrarlo en torno al III a. C., cuando los romanos crearon una nueva colonia Castrum Novum (o Castrum Novum Piceni) en la desembocadura del Tordino, a menos de dos kilómetros del actual centro histórico. Con el paso del tiempo, la colonia se transformó en un activo centro comercial y en un nudo de comunicaciones de cierta importancia. Citada por Veleyo Patérculo y Estrabón, se dotó de baños termales, alcanzando probablemente un perímetro de dos kilómetros durante la época imperial.

### Edad Media

#### Castel San Flaviano
La ciudad, despoblada a causa de las invasiones bárbaras, recibe el nombre de Castrum in Sancto Flaviano en la Alta Edad Media en honor a Flaviano de Constantinopla, Patriarca de Constantinopla y mártir, cuyos restos llegaron a Italia en el siglo V según una leyenda. A partir del siglo XII, la ciudad comenzó a ser conocida como Castel San Flaviano.
Durante la época medieval, la ciudad forma parte sucesivamente del reino ostrogodo, del ducado de Spoleto, del reino de Sicilia y, finalmente, del reino de Nápoles. En la segunda mitad del siglo XIV toma posesión de la ciudad la familia Acquaviva, que la convierte en uno de sus feudos principales. En 1460, la ciudad sufre los efectos de la terrible batalla del Tordino, una lucha frente a los muros de la ciudad entre tropas aragonesas y de Anjou comandadas por Alessandro Sforza y Federico de Montefeltro.

#### De Castel San Flaviano a Giulianova
Doce años más tarde (1472), Giulio Antonio Acquaviva (desde 1479 Giulio Antonio Acquaviva d'Aragona), duque de Atri y señor del lugar, reconstruye la ciudad sobre las colinas cercanas, a poca distancia de las ruinas de la ciudad antigua. El nuevo núcleo toma el nombre de Giulia (o Julia), al que se le agrega, ya en época contemporánea, el calificativo de Nova, es decir, el actual nombre de Giulianova.
El proyecto de la ciudadela queda a cargo del arquitecto Francesco di Giorgio en 1472, inspirado por los criterios típicos del Renacimiento. La labor de construcción se alargaron por algún tiempo hasta la muerte de Giulio Antonio Acquaviva.
El núcleo habitado originalmente, conservado en parte hasta ahora, estaba completamente rodeado por una muralla de defensa que incluía cuatro torreones cilíndricos. El acceso a la ciudad era posible a través de tres puertas a las que se agregaron otras dos en el siglo XIX. El corazón de la ciudad estaba dominado por el Duomo a partir del cual se organizaba el espacio urbano. La ciudad, proyectada para acoger a algunos miles de habitantes, conformaba un espacio regular, con calles amplias y edificios de media proporción.

### Edad Moderna y contemporánea
En los siglos sucesivos, Giulianova sufrió algunos saqueos devastadores por tropas de lasquenetes durante el siglo XVI y por los franceses en la época napoleónica, que destruyeron el archivo ducal. Tras la unificación de Italia, fue la primera ciudad del extinto Reino de las Dos Sicilias en ser visitada por el rey Víctor Manuel II. Para conmemorar el evento se erige en la plaza de la Libertad una bella estatua en bronce del soberano, obra del escultor Raffaello Pagliacetti.
Después de la demolición de gran parte de la muralla en 1860 a causa del aumento de la población y el aumento de la demanda de espacio, la ciudad comenzó a extenderse sobre las colinas cercanas en dirección al Adriático. A finales del XIX, tras la apertura de la línea ferroviaria Ancona-Pescara junto a la línea de costa, se constituye en la zona el centro de Borgo Marina, núcleo de la actual Giulianova Lido.
Durante los primeros decenios del siglo XX, Giulianova se convierte en una elegante centro balneario de la riviera adriática, erigiéndose bellos edificios que aún están en pie en calles como Viale dello Splendore, en la parte alta de la ciudad. También en la década de 1920 se edifica el Hotel Kursaal, hoy centro de exposiciones y congresos. La entrada del fascismo en escena supone la creación del gran Lungomare Monumental, proyectado por Giuseppe Meo, que se inspiraba en el viale della Vittoria de Bengasi, ideado por el célebre Arnaldo Foschini. Durante la Segunda Guerra Mundial, la ciudad fue bombardeada en repetidas ocasiones, sufriendo graves pérdidas tras el ataque aliado registrado en febrero de 1944.
Con el tiempo, Giulianova se ha convertido en una próspera ciudad que la hace ser una de las ciudades más poblada y económicamente importante de la provincia de Teramo.

## Geografía
Su territorio posee 27,33 km², limitando al norte con Tortoreto y el río Salinello, mientras el sur es definido por el río Tordino. Al oeste, los confines del territorio lo marcan los pueblos de Mosciano Sant'Angelo y Roseto degli Abruzzi quedando en el este el mar Adriático.
La ciudad se articula en dos aglomeraciones principales: Giulianova Alta y Giulianova Lido. La primera comprende el centro histórico y se extiende sobre las colinas a un kilómetro de distancia de la línea costera, mientras Giulianova Lido reúne la zona más moderna y turística, desarrollada desde el siglo XIX sobre la orilla del Adriático.
El clima de Giulianova es de tipo mediterráneo con inviernos relativamente templados y veranos calurosos sin llegar a ser tórridos. La temperatura media del mes más frío, enero, está entre los 6.º y los 8.º mientras que la de julio no sobrepasa los 26.º. A título puramente indicativo se añaden a continuación las temperaturas medias mensuales de Nereto, la estación meteorológica de referencia de Giulianova.
| Mes             | Enero | Febrero | Marzo | Abril | Mayo | Junio | Julio | Agosto | Septiembre | Octubre | Noviembre | Diciembre | Anual |
| --------------- | ----- | ------- | ----- | ----- | ---- | ----- | ----- | ------ | ---------- | ------- | --------- | --------- | ----- |
| Tp. md. (en °C) | 6,6   | 7,5     | 10,3  | 13,9  | 18,1 | 22,1  | 24,9  | 24,9   | 21,6       | 16,8    | 11,8      | 8,7       | 15,6  |

## Demografía

### Evolución demográfica
| Gráfica de evolución demográfica de Giulianova entre 1861 y 2001 |
|                                                                  |
| Fuente ISTAT - elaboración gráfica de Wikipedia                  |

### Estructura de la población
Giulianova ha recibido, desde el final de la Segunda Guerra Mundial, un notable aumento del flujo migratorio proveniente en su mayoría de la propia región del Abruzzo y, en menor medida, del resto de Italia. A finales del siglo XX, se ha venido advirtiendo un aumento de la corriente migratoria desde la Europa del Este. Los extranjeros residentes en la ciudad en situación regular alcanzan la cifra de 975 personas, según aparecen en los datos referidos al 31 de diciembre de 2008 y constituyen el 4 % de la población. En estos números no se enmarcan los inmigrantes presentes en el territorio en situación irregular. Estadísticas sobre los grupos principales de extranjeros según el país de procedencia:
| País de origen | Cantidad (31/12/2008) |
| -------------- | --------------------- |
| Albania        | 396                   |
| Rumania        | 238                   |
| Polonia        | 82                    |
| Ucrania        | 79                    |
| China          | 60                    |
| Macedonia      | 48                    |
| Brasil         | 44                    |
| Bulgaria       | 25                    |
| Rusia          | 21                    |

## Monumentos y lugares de interés

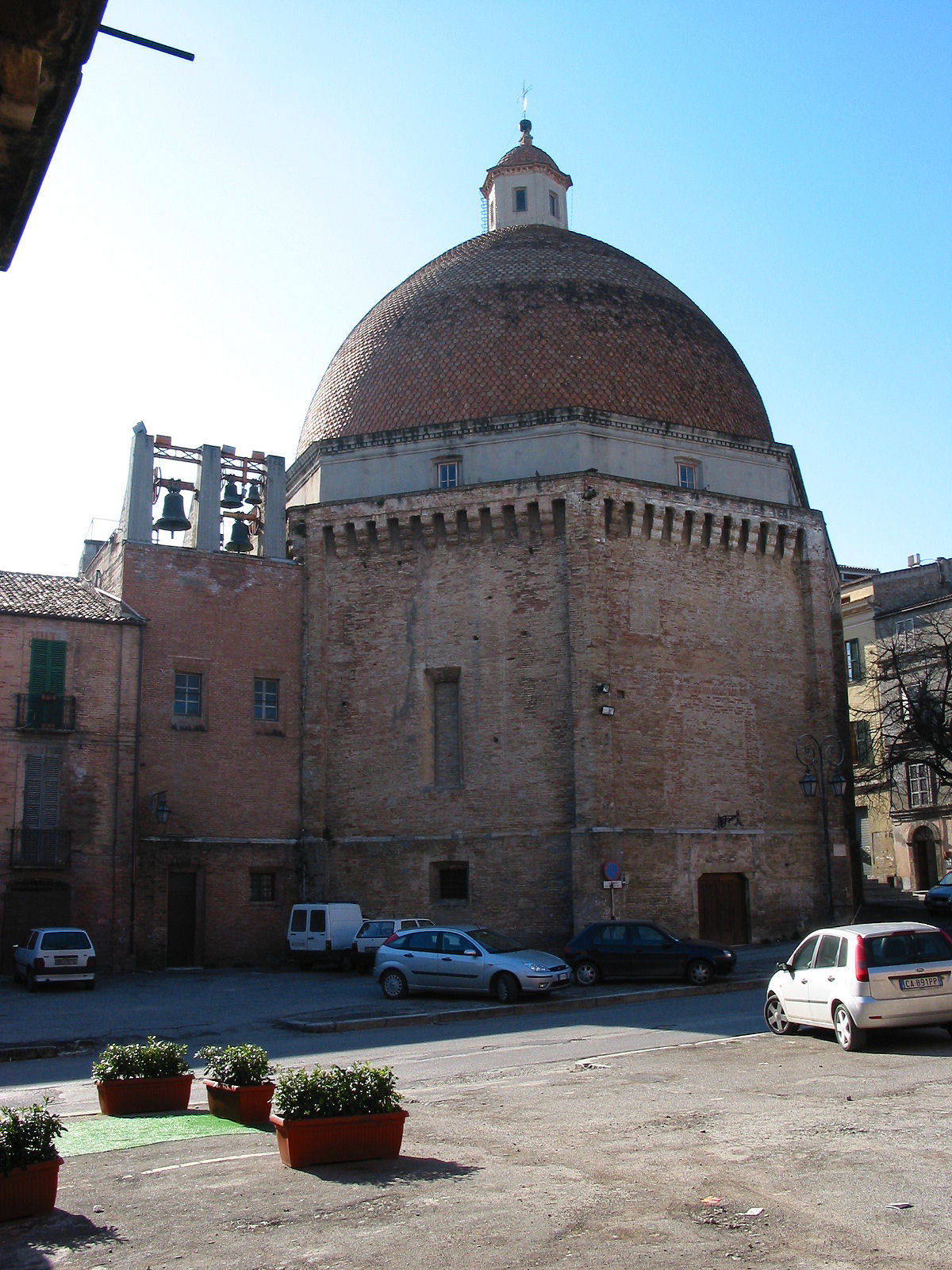
Duomo dedicado a San Flaviano

- Duomo di San Flaviano, templo principal de la ciudad dedicado a Flaviano de Constantinopla, cuyos restos llegaron a la ciudad en torno al 450. Edificado a finales del siglo XV, el Duomo sigue los parámetros de la arquitectura toscana y umbra de la época. Tiene una forma octogonal y fuertes muros de casi dos metros de anchura sobre la que se levanta una cúpula semiesférica. La cripta se encuentra bajo la colegiata y contiene los restos de san Flaviano y de diferentes personalidades ligadas a la ciudad.
- Santuario de María Santísima del Esplendor, complejo monumental conformado por una iglesia reedificada en 1907 sobre el mismo lugar en el que se levantaba una capilla barroca y un monasterio capuchino del siglo XVI.
- Chiesa di Santa Maria a Mare, construida a camino entre el siglo X y el siglo XI, está situada en la zona medieval de la ciudad. Sufrió numerosas e importantes modificaciones en el siglo XIII, así como durante el transcurso de la Segunda Guerra Mundial. Destaca por su portada bellamente labrada con representaciones alegóricas y animales. Aunque originalmente presentaba tres naves, las diversas intervenciones realizadas a lo largo del tiempo la han ordenado finalmente en dos.
- Chiesa di Sant'Antonio, fue erigida a finales del siglo XVI siguiendo los parámetros del renacimiento tardío, aunque ha sufrido grandes cambios a lo largo de su historia, especialmente en el siglo XVIII. Presenta una portada de piedra y está suntuosamente decorada en su interior con pinturas del siglo XVII realizadas por Girolamo Rizza.
- Chiesa della Misericordia, cuya portada preside la piazza Dante. Fue edificada en el siglo XVI y presenta la particularidad de estar construida siguiendo una forma trapezoidal, algo que la aleja de los cánones estilísticos de su época.
- Monumento a Vittorio Emanuele II, obra realizada en bronce por Rafael Pagliaccetti en conmemoración de la visita del rey en octubre de 1886.
- Lungomare monumentale, proyectado en 1933 por Giuseppe Meo, fue realizado entre 1936-1937 a lo largo de la costa que iba desde vía Nazzario Sauro a Colonia Marina, con una longitud de setecientos metros. Se inspira en el viale della Vittoria de Bengasi, en la actual Libia.

## Personas notables de Giulianova
- Giovan Girolamo Acquaviva (Giulianova, 1663-Roma, 1709), militar y poeta.
- Giulio Antonio Acquaviva (1425-Otranto, 1481), militar y fundador de la moderna ciudad de Giulianova.
- Venanzo Crocetti (Giulianova, 1913-2003), escultor.
- Franco Tancredi (Giulianova, 1955), exfutbolista.